# Jim Pugh
Jim Pugh (* 5. Februar 1964 in Burbank, Kalifornien) ist ein ehemaliger US-amerikanischer Tennisspieler.
Er war in den späten 1980er und frühen 1990er Jahren vor allem an der Seite von Rick Leach einer der erfolgreichsten Doppelspieler. Auch im Einzel kann er einige Erfolge vorweisen.

## Karriere
Pugh wurde 1985 Tennisprofi und konnte im Jahr darauf sowohl im Einzel als auch im Doppel seine ersten Turniersiege auf der Challenger Tour feiern.
Mit dem Finaleinzug in Hamburg und drei ATP-Titeln begann 1987 seine große Karriere im Doppel. In den Jahren 1987 bis 1991 gewann er mit Rick Leach siebzehn Turniere, darunter 1988 und 1989 die Australian Open und 1990 Wimbledon.
Pugh trat sechsmal mit Leach für die Vereinigten Staaten im Davis Cup an und gewann alle sechs Partien. 1990 feierte er mit der Mannschaft den Gesamtsieg.
Insgesamt gewann Pugh 22 Doppel- und einen Einzeltitel; in den Jahren 1989 und 1990 führte er mehrmals die Doppel-Weltrangliste an.

## Erfolge
| Legende                       |
| Grand Slam                    |
| Tennis Masters Cup            |
| ATP Masters Series            |
| ATP International Series Gold |
| ATP International Series      |

### Einzel

#### Turniersieg
| Nr. | Datum         | Turnier | Belag | Finalgegner    | Ergebnis      |
| --- | ------------- | ------- | ----- | -------------- | ------------- |
| 1.  | 10. Juli 1989 | Newport | Rasen | Peter Lundgren | 6:4, 4:6, 6:2 |

### Doppel

#### Turniersiege
| Nr. | Datum             | Turnier              | Belag       | Partner           | Finalgegner                         | Ergebnis                |
| --- | ----------------- | -------------------- | ----------- | ----------------- | ----------------------------------- | ----------------------- |
| 1.  | 4. Mai 1987       | München (1)          | Sand        | Blaine Willenborg | Sergio Casal Emilio Sánchez Vicario | 6:3, 6:4                |
| 2.  | 12. Oktober 1987  | Scottsdale (1)       | Hartplatz   | Rick Leach        | Dan Goldie Mel Purcell              | 6:3, 6:2                |
| 3.  | 26. Oktober 1987  | Hongkong             | Hartplatz   | Mark Kratzmann    | Marty Davis Brad Drewett            | 6:7, 6:4, 6:2           |
| 4.  | 25. Januar 1988   | Australian Open (1)  | Hartplatz   | Rick Leach        | Jeremy Bates Peter Lundgren         | 6:3, 6:2, 6:3           |
| 5.  | 9. Mai 1988       | München (2)          | Sand        | Rick Leach        | Alberto Mancini Christian Miniussi  | 7:6, 6:1                |
| 6.  | 25. Juli 1988     | Washington D.C. (1)  | Hartplatz   | Rick Leach        | Jorge Lozano Todd Witsken           | 6:3, 6:7, 6:2           |
| 7.  | 8. August 1988    | Indianapolis         | Hartplatz   | Rick Leach        | Ken Flach Robert Seguso             | 6:4, 6:3                |
| 8.  | 22. August 1988   | Cincinnati           | Hartplatz   | Rick Leach        | Jim Grabb Patrick McEnroe           | 6:2, 6:4                |
| 9.  | 21. November 1988 | Detroit              | Teppich (i) | Rick Leach        | Ken Flach Robert Seguso             | 6:4, 6:1                |
| 10. | 11. Dezember 1988 | Tour Finals (London) | Teppich (i) | Rick Leach        | Emilio Sánchez Vicario Sergio Casal | 6:4, 6:3, 2:6, 6:0      |
| 11. | 30. Januar 1989   | Australian Open (2)  | Hartplatz   | Rick Leach        | Darren Cahill Mark Kratzmann        | 6:4, 6:4, 6:4           |
| 12. | 13. März 1989     | Scottsdale (2)       | Hartplatz   | Rick Leach        | Paul Annacone Christo van Rensburg  | 6:7, 6:3, 6:2, 2:6, 6:4 |
| 13. | 1. Mai 1989       | Singapur             | Hartplatz   | Rick Leach        | Paul Chamberlin Paul Wekesa         | 6:3, 6:4                |
| 14. | 8. Mai 1989       | Forest Hills         | Sand        | Rick Leach        | Jim Courier Pete Sampras            | 6:4, 6:2                |
| 15. | 27. November 1989 | Itaparica            | Hartplatz   | Rick Leach        | Jorge Lozano Todd Witsken           | 6:2, 7:6                |
| 16. | 26. Februar 1990  | Philadelphia (1)     | Teppich (i) | Rick Leach        | Grant Connell Glenn Michibata       | 3:6, 6:4, 6:2           |
| 17. | 26. März 1990     | Miami (1)            | Hartplatz   | Rick Leach        | Boris Becker Cássio Motta           | 6:4, 3:6, 6:3           |
| 18. | 9. Juli 1990      | Wimbledon            | Rasen       | Rick Leach        | Pieter Aldrich Danie Visser         | 7:6, 7:6, 7:6           |
| 19. | 18. Februar 1991  | Philadelphia (2)     | Teppich (i) | Rick Leach        | Udo Riglewski Michael Stich         | 6:4, 6:4                |
| 20. | 13. Mai 1991      | Charlotte            | Sand        | Rick Leach        | Bret Garnett Greg Van Emburgh       | 6:3, 2:6, 6:3           |
| 21. | 29. Juli 1991     | Los Angeles (1)      | Hartplatz   | Javier Frana      | Glenn Michibata Brad Pearce         | 7:5, 2:6, 6:4           |
| 22. | 24. August 1992   | Los Angeles (2)      | Hartplatz   | Patrick Galbraith | Francisco Montana David Wheaton     | 7:6, 7:6                |

### Mixed

#### Turniersiege
| Datum | Turnier             | Partnerin        | Finalgegner                       | Ergebnis      |
| ----- | ------------------- | ---------------- | --------------------------------- | ------------- |
| 1988  | Australian Open     | Jana Novotná     | Tim Gullikson Martina Navratilova | 5:7, 6:2, 6:4 |
| 1988  | US Open             | Jana Novotná     | John McEnroe Elizabeth Smylie     | 7:5, 6:3      |
| 1989  | Australian Open (2) | Jana Novotná     | Sherwood Stewart Zina Garrison    | 6:3, 6:7, 7:5 |
| 1989  | Wimbledon           | Jana Novotná     | Mark Kratzmann Jenny Byrne        | 6:4, 5:7, 6:4 |
| 1990  | Australian Open (3) | Natallja Swerawa | Rick Leach Zina Garrison          | 4:6, 6:2, 6:3 |

#### Finalteilnahmen
| Datum | Turnier   | Partnerin        | Finalgegner                      | Ergebnis |
| ----- | --------- | ---------------- | -------------------------------- | -------- |
| 1990  | US Open   | Natallja Swerawa | Todd Woodbridge Elizabeth Smylie | 4:6, 2:6 |
| 1991  | Wimbledon | Jana Novotná     | John Fitzgerald Elizabeth Smylie | 6:7, 2:6 |

## Abschneiden bei Grand-Slam-Turnieren

### Einzel
| Turnier         | 1985 | 1986 | 1987 | 1988 | 1989 | 1990 | 1991 | Karriere |
| --------------- | ---- | ---- | ---- | ---- | ---- | ---- | ---- | -------- |
| Australian Open | —    |      | —    | 2    | 1    | 1    | 1    | 2        |
| French Open     | —    | —    | 3    | 2    | 1    | 2    | —    | 3        |
| Wimbledon       | Q1   | Q2   | 1    | 1    | 3    | 2    | 1    | 3        |
| US Open         | —    | 1    | 3    | 1    | 1    | 2    | 1    | 3        |

Zeichenerklärung: S = Turniersieg; F, HF, VF, AF = Einzug ins Finale / Halbfinale / Viertelfinale / Achtelfinale; 1, 2, 3 = Ausscheiden in der 1. / 2. / 3. Hauptrunde; Q1, Q2, Q3 = Ausscheiden in der 1. / 2. / 3. Qualifikationsrunde; nicht ausgetragen

### Doppel
| Turnier         | 1986 | 1987 | 1988 | 1989 | 1990 | 1991 | 1992 | 1993 | 1994 | 1995 | Karriere |
| --------------- | ---- | ---- | ---- | ---- | ---- | ---- | ---- | ---- | ---- | ---- | -------- |
| Australian Open |      | —    | S    | S    | HF   | AF   | 1    | —    | 1    | 1    | S        |
| French Open     | 2    | 1    | VF   | 1    | AF   | F    | VF   | 1    | 1    | —    | F        |
| Wimbledon       | 1    | 1    | AF   | F    | S    | 1    | 1    | 2    | 2    | —    | S        |
| US Open         | 1    | AF   | F    | VF   | 1    | 2    | 1    | 1    | 1    | —    | F        |

### Mixed
| Turnier         | 1987 | 1988 | 1989 | 1990 | 1991 | 1992 | 1993 | 1994 | Karriere |
| --------------- | ---- | ---- | ---- | ---- | ---- | ---- | ---- | ---- | -------- |
| Australian Open |      | S    | S    | S    | VF   | VF   | —    | —    | S        |
| French Open     | —    | VF   | —    | —    | —    | —    | —    | AF   | VF       |
| Wimbledon       | 1    | 2    | S    | HF   | F    | AF   | 1    | 1    | S        |
| US Open         | VF   | S    | AF   | F    | 1    | 1    | 1    | 1    | S        |